# Петар Бошковић
Петар Бошковић (Брчели, 9. јул 1931 — Београд, 14. јануар 2011) био је југословенски и српски дипломата. Био је амбасадор СФРЈ на Кипру.

## Живот и рад

### Дипломата
Петар Бошковић рођен је 9. јула 1931. у селу Брчели, у Црмници, код Бара. Његов отац Иво радио је у САД, а он је са мајком и браћом остао у Југославији. Касније, као младић Петар је отишао 1951. код оца у САД, где је 1956. завршио факултет политичких наука у Дикинсону у Пенсилавнији. Током 1959. похађао је студије на Институту за међународне односе у Паризу. Магистарске студије завршио је 1973. на Факултету политичких наука Универзитета у Београду.
Од 1960. до 1965. радио је у Министарству спољњих послова ФНР Југославије. Од 1965. до 1976. био је три пута биран за директора Фулбрајтове комисије за доделу стипендија и за последипломске студије. Од 1976. до 1980. обављао је дужност саветника у амбасади СФРЈ у Лондону. Након повратка из Лондона био је ангажован у Председништву Централног комитета Савеза комуниста Југославије (ЦК СКЈ) као шеф одељења за Западну Европу и САД. Више пута био је ангажован у ЦК, иако никада није био члан Савеза комуниста Југославије. Од 1982. до краја 1984. обављао је дужност директора и главног и одговорног уредника дневног листа Побједа. Након тога од 1985. до 1988. обављао је дужност саветника ѕа спољну политику Централног комитета СКЈ.

### Амбасадор на Кипру
Постављен је 1988. за амбасадора СФР Југославије на Кипру. Ту дужност обављао је до 1993. Он је као амбасадор истицао југословенску позицију неприхватања једностране сецесије на Кипру, као и пуну подршку територијалном интегритету Кипра.
Крајем 1993. и током 1994. одржао је серију предавања на америчким универзитетима Бредли, Дикинсон, Лафајет, Лебанон валеј, Колгејт, Пен стејт и Биверс колеџ. Настојао је да америчкој јавности укаже на једностраности њиховога приступа. Током 1999. поново су га позивали да на америчким универзитетима као спољнополитички експерт држи предавања о српско-албанским односима.
Уврштен је међу 100 најзначајнијих особа, које су  завршиле  Универзитет у Дикинсону.
Петар Бошковић био је виши научни сарадник Института за стратешке студије и развој у Београду.
Током 1999. био је један од најбитнијих сведока на суђењу усташком злочинцу Динку Шакићу. Сведочио је како је Динко Шакић убио његовог брата Мила Бошковића.
Преминуо је 14. јануара 2011. у Београду.

## Дела
Био је сарадник и коментатор многих листова и часописа у СФР Југославији и у иностранству. Поред бројних радова и чланака, које је објавио током своје плодне каријере, посебно се истакао са две запажене студије. Ради се о две књиге:
- Савремена кретања на западноевропској левици, Београд 1982
- Изазови технолошких промена, Београд 1987.[1]

## Породица Бошковић
Петров брат Ђуро Бошковић (1914—1945) био је правник, револуционар, учесник Народноослободилачка борбе и официр ОЗНЕ. Ђуро се посебно истакао за време битке на Сутјесци, када је јављао штабу да иако су изгубили две трећине бораца, да на њих рачунају као да су у пуном саставу. Петров брат, народни херој, Мило Бошковић (1911—1944) убијен је 1944. у концентрационом логору Јасеновац. Њихова сестра Велика Бошковић је била првоборац, партизанка Четврте пролетерске црногорске ударне бригаде.
Петрова супруга Бранислава Бошковић унука је проте Илије Крпића, једног од оснивача Српског просвјетног и културног друштва Просвјета.